# 真鍋祐子
真鍋 祐子（まなべ ゆうこ、1963年10月 - ）は、日本の社会学者。専門は東アジア地域研究。東京大学東洋文化研究所教授。

## 人物・経歴
福岡県北九州市出身。明治学園を経て、1986年奈良教育大学教育学部（社会学）卒業。1987年慶熙大学校大学院碩士課程国文科研究生。1989年筑波大学大学院地域研究科修士課程修了。1991年啓明大学校外国学大学日本学科客員専任講師。1996年筑波大学大学院社会科学研究科博士課程修了、博士（社会学）、日本学術振興会特別研究員。1998年秋田大学教育文化学部助教授。2002年国士舘大学21世紀アジア学部助教授。2006年東京大学東洋文化研究所助教授。2007年東京大学東洋文化研究所准教授。2010年東京大学東洋文化研究所教授。専門は東アジア地域研究。

## 著書
- 『キャンパスに見る異文化 : 韓国暮らしの素描』平河出版社 1996年
- 『烈士の誕生 : 韓国の民衆運動における「恨」の力学』平河出版社 1997年
- 『光州抗争으로 읽는 現代韓国』社会文化院 2001年
- 『光州事件で読む現代韓国』平凡社 2010年
- 『自閉症者の魂の軌跡 : 東アジアの「余白」を生きる』青灯社 2014年
- 『열사의 탄생 한국민중운동에서의 한의 역학』民俗苑 2015年